# Adaptation homéovisqueuse
L'adaptation homéovisqueuse est la modulation de la perméabilité des membranes cellulaires, principalement par remodelage des lipides membranaires.

## Rôle
La viscosité (l'inverse de la fluidité) d'une membrane cellulaire est un élément d'une importance fondamentale pour la vie et le fonctionnement des cellules.